# Gevlekt blaaskaakje
Het gevlekt blaaskaakje (Myopa tessellatipennis) is een vliegensoort uit de familie van de blaaskopvliegen (Conopidae). De wetenschappelijke naam van de soort is voor het eerst geldig gepubliceerd in 1859 door Motschulsky.